# Johannes Urzidil
Johannes Uržidil, né le 3 février 1896 à Prague et mort le 2 novembre 1970 à Rome, est un écrivain, journaliste et poète autrichien de langue allemande, naturalisé américain. Contemporain et ami de Franz Kafka, il écrit beaucoup sur Prague et la Bohême qu'il affectionne. Il parle couramment l'allemand et le tchèque, et représente à sa façon la Prague cosmopolite du début du XXe siècle.

## Biographie

### Famille
Johannes (Jan/Johan) Uržidil est le fils d'un père tchéco-allemand (Josef) (1854-1922) né à Oslin dans le district de Stříbro (Mies), « Allemand convaincu sur le plan national », employé des chemins de fer ou enseignant, et d'une mère juive (Elisabeth/Elise Metzelesová (Metzeles) (1854-1900), veuve Steinitz), issue de la communauté juive de Prague, ayant précédemment eu sept enfants d'un premier mariage et s'étant convertie au catholicisme avant le second,,. Installés à Schippin près de Konstantinsbad , ils vivent également avec quatre des enfants du premier lit : Edviga (1878-1968), Elsa (1884 –1917), Fritz (1887–1914 ⚔) et Frantizèk (1889–1958) Steinitz.
Alors qu'il n'a que quatre ans, la mère de Johannes meurt et son père se remarie en 1903 avec une catholique tchèque, Marie Anna Mostbecková. Celui-ci bannit les derniers enfants du premier mariage de sa précédente épouse mais n'aura pas d'enfant de la seconde,.
Ainsi, Johannes est formé dès son plus jeune âge par tous les trois éléments de la culture de Prague, allemand, juif et tchèque, dans l'Empire des Habsbourg.

### Études et formation

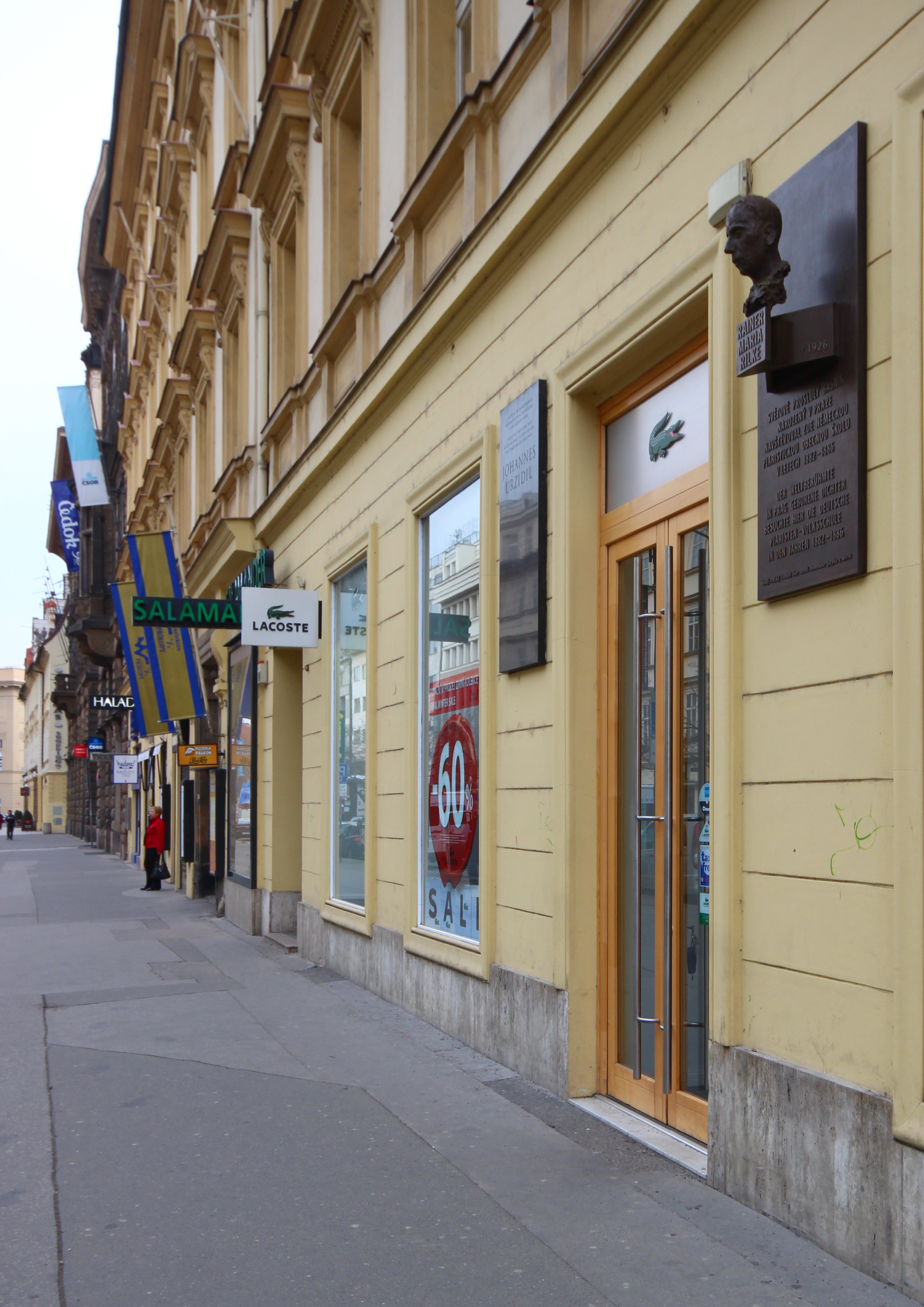
Lycée Na Příkopě de Prague

Il fréquente le lycée public allemand de Na Příkopy et obtient son diplôme en 1903 à ladite deutsche Staats-Gymnasium in Prag-Neustadt-Graben et publie ses premières poésies, soit avant son baccalauréat, sous un pseudonyme en 1913, dans le journal Prager Tagblatt, un « prestigieux périodique juif de langue allemande »,.
Il effectue en 1916 son service militaire dans l'armée autrichienne.
Il étudie l'allemand auprès de l'autrichien August Sauer (en) (1855-1926) et la germanistique à la faculté des lettres Charles de Prague, dont des études allemandes, slaves et de l'histoire de l'art, en 1919,.

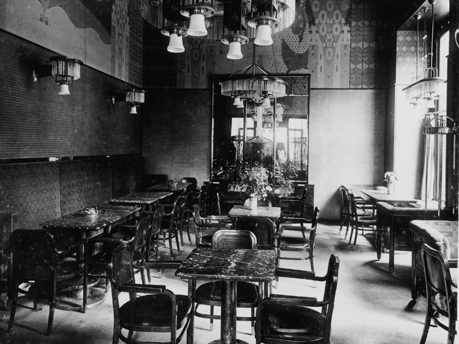
Interieur du Café Arco à Prague (1907)

Au célèbre café Arco, lieu de prédilection du « Cercle de Prague », il rencontre entre autres les écrivains Max Brod (1884-1968), Paul Kornfeld (1889-1942), Felix Weltsch (1884-1964), Franz Werfel (1890-1945), Ludwig Winder (1889-1946), Egon Erwin Kisch (1885-1948) et son ami Franz Kafka (1883-1924). Ce dernier est son contemporain et son ami ; Uržidil est l'un des premiers lecteurs qui se rendent compte de la valeur universelle de son œuvre, alors inconnue, et plus tard, il lui consacrera un livre d'essais.

### Journaliste et écrivain

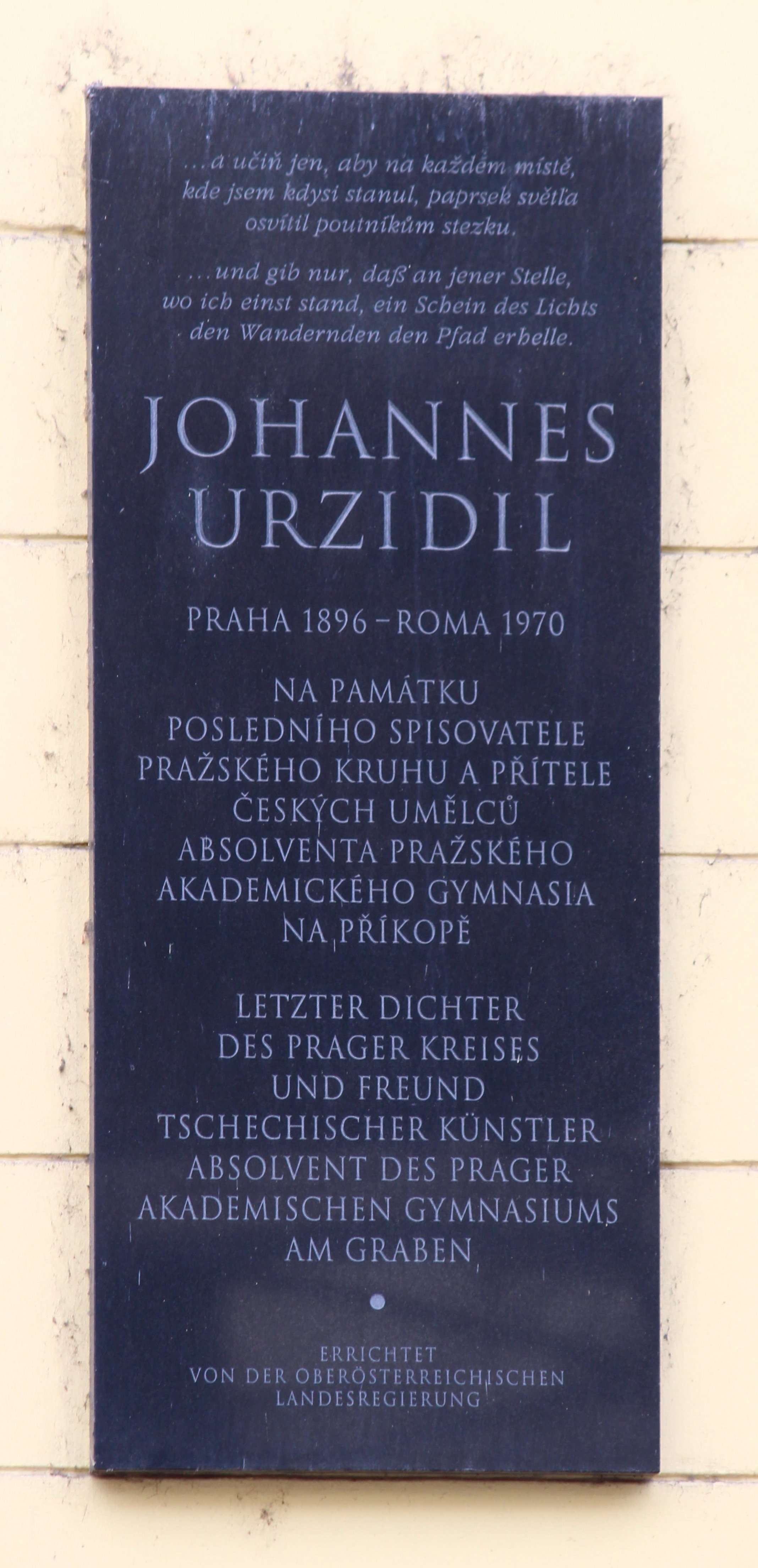
Plaque commémorative sur l'ancien lycée d'Uržidil à Prague.

À partir de 1921 et jusqu'en 1932, il occupe le poste de traducteur et d'attaché de presse de l'ambassade d'Allemagne à Prague et continue d'écrire en publiant d'innombrables articles dans des journaux et des revues, notamment dans le mensuel Der Mensch dont il est rédacteur en chef. Il est cofondateur de l'Union pour la protection des écrivains de langue allemande en Tchécoslovaquie. Il suit les antagonismes entre les ethnies tchèque et allemande dans son pays et « penchait toujours vers cette partie de la société qui se trouvait dans une situation désavantageuse » mais son impartialité ne lui permet d'adhérer définitivement ni à l'une ni à l'autre parti et il publie régulièrement des articles militant pour un règlement pacifique entre Tchèques et Allemands dans un État commun,.
De 1918 à 1939, il est correspondant du Prager Tagblatt où il avait publié pour la première fois dans sa jeunesse, et « à partir de 1922 également du Berliner Börsen-Courier. Son volume de poésie The Fall of the Damned (1919), publié dans la série de livres The Youngest Day par Kurt Wolff Verlag à Leipzig, est son premier livre ».

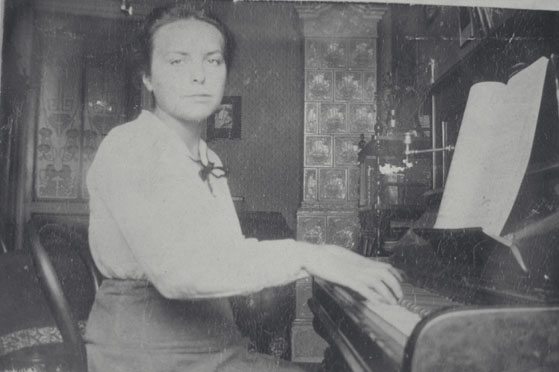
Son épouse, la poétesse Gertrude Uržidil née Thieberger, au piano (1918)

En 1922, Johannes Uržidil épouse la poétesse Gertrude Thieberger, issue d'une famille d'érudits juifs, fille du rabbin de Prague et sœur de l'écrivain Friedrich Thieberger, qui sera sa compagne tout au long de sa vie,. La même année, Johannes Uržidil est nommé au conseil consultatif de presse de l'ambassade d'Allemagne à Prague.
Uržidil devient une personnalité publique et bien qu'écrivain de langue allemande, il manifeste un vif intérêt pour la littérature et les arts tchèques. Il se lie d'amitié avec les frères Karel et Josef Čapek, l'écrivain et dramaturge František Langer et avec le peintre Jan Zrzavý.
En 1932, il prononce un discours à la tribune lors de l'inauguration de la statue de Goethe à Mariánské Lázně, toujours en tant que conseiller de l'ambassade d'Allemagne à Prague.
L'année suivante, Uržidil perd son poste d'attaché de presse pour raisons raciales (accusé d'être Halbjude (« demi-juif », selon une désignation nazie) lorsque le nazisme prend le pouvoir en Allemagne. Il est également contraint d'arrêter de travailler comme correspondant pour les journaux allemands. Entre 1933 et 1937, il passe ses vacances d'été puis le reste de l'année dans le quartier de Josefsthal à Glöckelberg, ville frontalière de Bohême. En 1934, le conseil municipal de Glöckelberg lui accorde la citoyenneté. Plus tard (en 1956), Uržidil décrira la vie à Glöckelberg dans son histoire « Grenzland » du volume The Lost Beloved.
Soupçonné d'espionnage, il est arrêté par la police mais est libéré peu de temps après ; considéré comme un « Juif à part entière » par les lois de Nuremberg de 1935, il décide alors de s'enregistrer auprès du consulat américain à Prague pour obtenir des visas pour lui et sa femme afin de fuir en 1939 aux États-Unis. Le couple passe par l'Autriche, l'Italie puis la Grande-Bretagne (à Viney Hill dans le Gloucestershire) où il est soutenu financièrement par l'écrivain britannique Bryher,. Il reste en contact étroit avec la Tchécoslovaquie, le gouvernement en exil à Londres et écrit pour leurs journaux. Johannes et Gertrude Uržidil arrivent ainsi à New York en février 1941.

### Vie aux États-Unis et tournées européennes
Émigré inconnu, Johannes Uržidil entame une nouvelle existence dans de mauvaises conditions, en gagnant sa vie comme relieur de livres ou artisan du cuir, et traducteur à New York,. Johannes et Gertrude Uržidil sont naturalisés américains en 1946.
En 1950, il trouve un travail plus satisfaisant dans la rédaction et la présentation autrichienne de la radio allemande La Voix de l'Amérique (Voice of America). Mais deux ans plus tard, il est encore obligé de quitter ce poste, victime des mesures d'épuration du sénateur Joseph McCarthy. Cependant, les années 1950 apportent à Johannes Uržidil un regain d'intérêt pour son œuvre. Sous le pseudonyme de Hans Elmar, il publie successivement plusieurs recueils poésies (influencées par la philosophie et l'esthétique expressionnistes), de contes, des monographies et des essais dans l'esprit de la Mitteleuropa. L'Autrichien Adalbert Stiffter est alors son écrivain préféré, avec Johann Wolfgang Goethe et Franz Kafka. Toujours, Uržidil tente de « jeter des ponts entre l'Europe et l'Amérique dans de nombreuses émissions de radio ainsi que dans des articles et des essais ».
Après la publication en 1956 de The Lost Beloved, Max Brod l'appelle le « grand troubadour de cette Prague à jamais disparue ». Dans les années 1960, les valeurs de l'œuvre d'Uržidil sont finalement reconnues, particulièrement en Europe. « Ses livres sont publiés et traduits dans plusieurs langues dont le tchèque et le français. Lauréat de plusieurs prix littéraires, il entreprend plusieurs tournées de conférences en Europe. Mais il ne reviendra jamais en Tchécoslovaquie dont le régime communiste lui répugne car il le considère comme une barbarie ». Il faudra attendre les années 2000 pour qu'Uržidil soit « redécouvert aux États-Unis où il apparaît comme un médiateur « international » entre Allemands et Tchèques, chrétiens et juifs, Europe et Amérique ».
Il a écrit : « Mon foyer est là où j'écris ».

### Mort

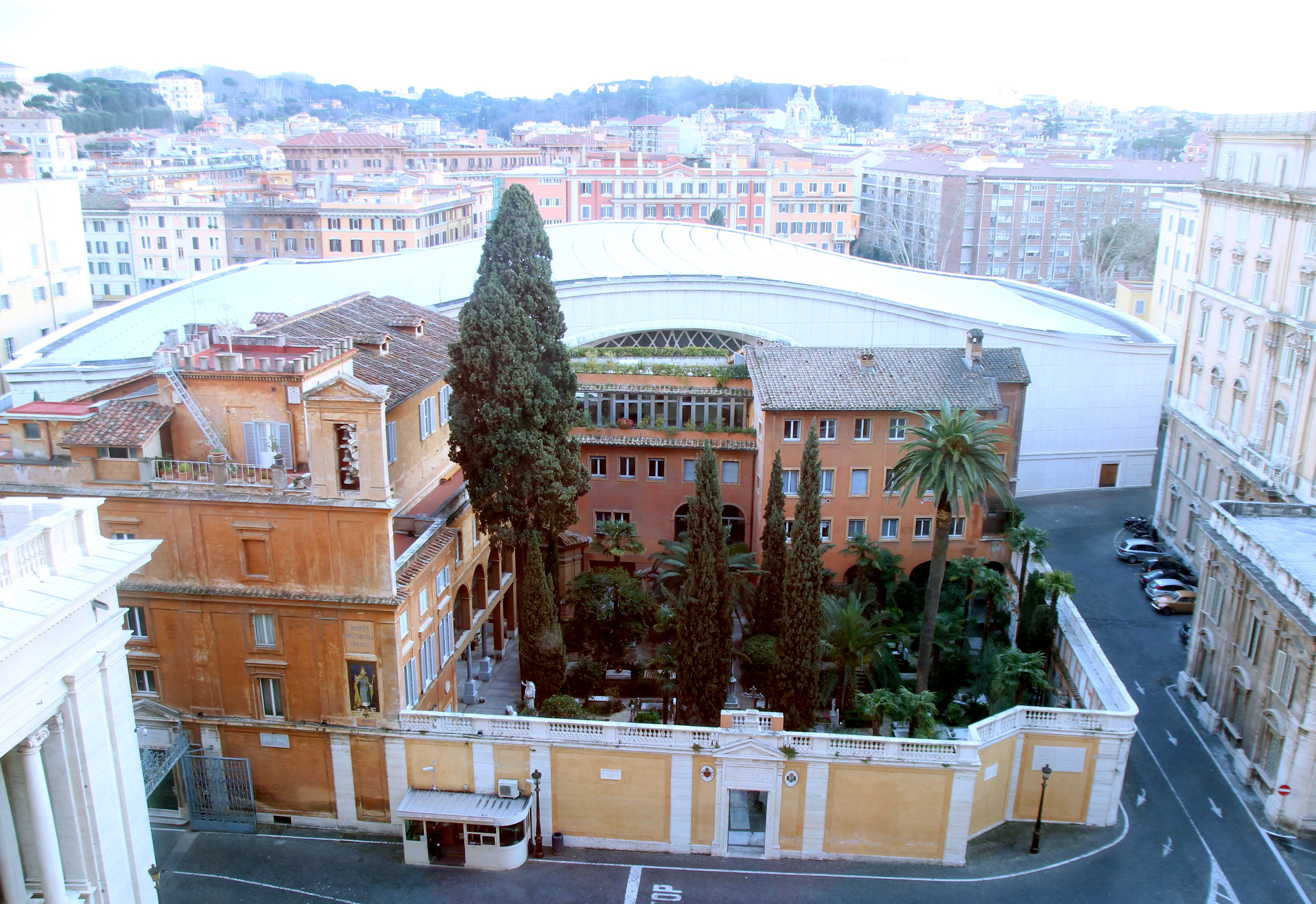
Le Campo Santo Teutonico vu d'une fenêtre de la basilique Saint-Pierre de Rome.

Après avoir consacré sa vie au monde perdu des poètes et auteurs germanophones de Prague, Johannes Uržidil meurt en novembre 1970 lors d'une tournée de conférences en Italie. Il est inhumé au Vatican, au Campo Santo Teutonico (« Cimetière allemand »), à quelques dizaines de mètres de la basilique Saint-Pierre,.

## Honneurs
- Il remporte le Grand Prix d'État autrichien de littérature et le Prix de littérature de la ville de Cologne, en 1964.
- Il reçoit le Prix Andreas-Gryphius de la Guilde des artistes d'Esslingen, en 1966[2].
- Une plaque commémorative est fixée sur le bâtiment de l'Institut culturel autrichien à Rome, inaugurée en 1984[3].
- Le prix de la paix Erich-Maria-Remarque lui est attribué, en 1997.
- Une Société Johannes Urzidil est fondée en Bohême en 2005, qui organise des conférences scientifiques en Europe.
- L'astéroïde (70679) Urzidil, découvert en 1999, est nommé en son honneur, en 2006[1],[3].
- Un musée Uržidil ouvre à Glöckelberg/Zvonková (de) en Bohême, en 2006[2].
- Une plaque commémorative à son nom est apposée sur son ancien lycée de la rue Na Příkopě de Prague[3].
- Le pape François se rend sur la tombe d'Uržidil, le jour de la Toussaint 2020[3].